# Chilomycterus spinosus
Chilomycterus spinosus es una especie de peces de la familia Diodontidae en el orden de los Tetraodontiformes.

## Subespecies
- Chilomycterus spinosus mauretanicus  (Le Danois, 1954
- Chilomycterus spinosus spinosus  (Linnaeus, 1758.